# Кеттеріхен
Кеттеріхен (нім. Kötterichen) — громада в Німеччині, розташована в землі Рейнланд-Пфальц. Входить до складу району Вульканайфель. Складова частина об'єднання громад Кельберг.
Площа — 1,31 км2. Населення становить 127 ос. (станом на 31 грудня 2020).